# Пивоваров, Яков Григорьевич
Яков Григорьевич Пивоваров (1914—1977) — советский военнослужащий. В Рабоче-крестьянской Красной Армии служил в 1936—1938 и 1941—1945 годах. Участник Великой Отечественной войны. Полный кавалер ордена Славы. Воинское звание — старшина.

## Биография

### До войны
Яков Григорьевич Пивоваров родился в 1914 году в селе Канавы Кобелякского уезда Полтавской губернии Российской империи (ныне село Кобелякского района Полтавской области Украины) в крестьянской семье. Украинец. Окончил семь классов школы в 1929 году. В 1936—1938 годах проходил срочную службу в Красной Армии. После демобилизации жил в Харькове. Работал слесарем на Харьковском тракторном заводе. В связи со сложной внешнеполитической обстановкой в мае 1941 года Орджоникидзевским районным военкоматом города Харькова был снова мобилизован в РККА.

### На фронтах Великой Отечественной войны
В боях с немецко-фашистскими захватчиками Я. Г. Пивоваров с 24 июня 1941 года. Воевал артиллеристом на Юго-Западном фронте. Участвовал в приграничных сражениях, с боями отходил к Днепру, затем за Северский Донец. Позднее сражался в истребительном противотанковом артиллерийском полку на Южном фронте. Весной 1943 года из остатков различных артиллерийских соединений Южного фронта, выведенных на доукомплектование, в Резерве Главного Командования была сформирована 8-я отдельная истребительная противотанковая артиллерийская бригада, и сержант Я. Г. Пивоваров был назначен командиром орудия 3-й батареи её 492-го артполка. В июле 1943 года бригада вошла в состав Южного фронта и заняла позиции в полосе 87-й стрелковой дивизии 51-й армии на реке Миус в районе села Дмитровка. Уже 17 июля 3-й батарее, державшей оборону на танкоопасном направлении, пришлось отражать мощный натиск пехоты и танков противника. В ходе ожесточённого многочасового противостояния опытный артиллерист сержант Я. Г. Пивоваров, умело маневрируя на поле боя, сжёг один танк, уничтожил 4 огневые точки и до взвода вражеских солдат.
В начале августа 1943 года артиллерийский полк подполковника П. Г. Подопригоры в боях под Дмитровкой нанёс противнику большой урон в живой силе и технике, а также сильно разрушил его фортификационные сооружения. Только за период с 1 по 5 августа артиллеристы уничтожили 3 ДЗОТа, 5 блиндажей, батарею 75-миллиметровых артиллерийских орудий, батарею тяжёлых миномётов, 5 автомашин с пехотой, один средний танк и до роты вражеских солдат. Благодаря артиллерийской поддержке стрелковые части 2-й гвардейской армии в рамках Донбасской операции прорвали Миус-фронт. В ходе освобождения Донбасса орудие сержанта Я. Г. Пивоварова находилось в боевых порядках пехоты, наступавшей на иловайском направлении, и поддерживало её огнём и колёсами. 30 августа в районе высоты 103,3 огневые позиции 3-й батареи были атакованы большой группой немецких автоматчиков. Быстро развернув орудие в сторону противника, Яков Григорьевич открыл по врагу огонь прямой наводкой и рассеял атакующее подразделение врага, истребив при этом до взвода немецких солдат. Когда под Иловайском продвижение стрелковых подразделений было остановлено шквальным пулемётным огнём, сержант Пивоваров первым обнаружил огневые точки врага и меткими выстрелами уничтожил 2 пулемёта. Расчистив путь пехоте, Яков Григорьевич вместе с ней ворвался в Иловайск и участвовал в освобождении города.
После выхода сил Южного фронта к немецким укреплениям на реке Молочной 8-я ОИПТАБР гвардии полковника Н. С. Горбунова ненадолго вернулась в состав 51-й армии и во время Мелитопольской операции принимала участие в освобождении Мелитополя. За период с 11 по 24 октября 1943 года силами бригады было сожжено и подбито 15 танков и 1 самоходное орудие, уничтожено и подавлено 105 огневых точек, выведены из строя две миномётные батареи, истреблено и рассеяно до 5 батальонов пехоты неприятеля. За умелое командование расчётом в Мелитопольской операции Я. Г. Пивоваров был произведён в старшие сержанты. Затем бригада громила врага в Северной Таврии. В декабре 1943 года она была выведена в резерв Ставки Верховного Главнокомандования и в апреле 1944 года переброшена на 1-й Белорусский фронт.

### Орден Славы III степени
Перед началом Люблин-Брестской операции 8-я отдельная истребительная противотанковая бригада, которую возглавил полковник Н. М. Забелло, была придана 91-му стрелковому корпусу 69-й армии. 17 июля 1944 года при прорыве немецкой обороны у села Дольск к юго-западу от Ковеля 492-й ИПТАП под командованием гвардии подполковника Я. Н. Плешакова мощной артиллерийской поддержкой обеспечил успех 1083-го стрелкового полка 312-й стрелковой дивизии в бою за высоту 204,6. Участвуя в создании огневого вала, орудие старшего сержанта Я. Г. Пивоварова совместно с другими орудиями батареи уничтожило миномётную батарею врага, огнём которой немцы пытались остановить стремительное продвижение советской пехоты. Следуя непосредственно за 1083-м стрелковым полком в авангарде корпуса, артиллеристы в условиях болотистой местности всегда своевременно занимали огневые позиции и помогали пехоте отражать контратаки врага, взламывать промежуточные рубежи его обороны и ликвидировать заслоны. Яков Григорьевич со своими бойцами прикрывал переправу стрелковых батальонов через Западный Буг, огнём и колёсами обеспечивал их стремительное наступление на Холм и взятие города. 25 июля в боях за город Красностав прямыми попаданиями его расчёт разрушил два укреплённых блиндажа и отразил контратаку немецкой пехоты, истребив до 15 солдат вермахта.
В ходе дальнейшего наступления 8-я ОИПТАБР действовала совместно с частями 61-го стрелкового корпуса и проложила им путь к Висле. Вслед за 435-м артполком бригады в ночь со 2 на 3 августа на левый берег реки на захваченный частями корпуса плацдарм южнее города Пулавы переправился и 492-й артиллерийский полк. Вступив в бой с противником, расчёт старшего сержанта Я. Г. Пивоварова отразил несколько немецких контратак и тем самым дал возможность своей пехоте продвинуться вперёд и расширить захваченный плацдарм в глубину. За образцовое выполнение боевых заданий командования, стойкость и мужество, проявленные в боях, приказом от 19 ноября 1944 года Яков Григорьевич был награждён орденом Славы 3-й степени. Вскоре ему было присвоено воинское звание старшины.

### Орден Славы II степени
В течение августа 1944 года войска 1-го Белорусского фронта вели напряжённые бои за удержание захваченных на Висле плацдармов в районе города Пулавы и смогли не только удержать их, но и объединить в один размером до 30 километров по фронту и до 10 километров в глубину. С этого плацдарма, получившего название «Пулавский», ударные группировки 69-й и 33-й армий перешли в наступление на радомском направлении в рамках Варшавско-Познанской операции. 14 января 1945 года, находясь в боевых порядках 25-го стрелкового корпуса восточнее города Зволень, старшина Я. Г. Пивоваров умело командовал своим расчётом во время мощной артиллерийской подготовки, с которой началось советское наступление. Следуя непосредственно за огневым валом, советская пехота быстро достигла немецких позиций и захватила первую линию вражеских траншей. Ведя артиллерийское наступление, Яков Григорьевич так же успешно действовал в глубине вражеской обороны. Когда стрелковое подразделение столкнулось с ожесточённым сопротивлением врага, он под сильным артиллерийско-миномётным огнём смело выдвинул своё 76-миллиметровое орудие на открытую позицию, подавил 105-миллиметровую пушку противника и истребил 18 немецких солдат, благодаря чему пехота быстро продвинулась вперёд, прорвав тактическую оборону противника на всю глубину, и овладела городом Зволень.
В период преследования отступающих немецких частей на всём протяжении пути от Вислы до Познани артиллерийские полки 8-й отдельной истребительной противотанковой бригады находились непосредственно в боевых порядках 25-го стрелкового корпуса, помогая его частям успешно решать поставленные задачи. Только за период с 14 по 21 января силами бригады было уничтожено 38 огневых точек и 5 отдельных артиллерийских орудий, разрушены 1 ДЗОТ, 7 блиндажей и 3 наблюдательных пункта, подавлены 2 ДЗОТа и 7 артиллерийских и миномётных батарей, рассеяно и уничтожено до 200 солдат и офицеров вермахта. Свой вклад в разгром врага внёс и расчёт старшины Пивоварова. 24-26 января Яков Григорьевич участвовал в боях за Познань, однако взять город-крепость сходу советским войскам не удалось, и бригада полковника Н. М. Забелло продолжила движение к Одеру на франкфуртском направлении. За образцовое выполнение боевых заданий командования в ходе Висло-Одерской операции старшина Я. Г. Пивоваров приказом от 4 марта 1945 года был награждён орденом Славы 2-й степени.

### Орден Славы I степени
В феврале-марте 1945 года 8-я отдельная истребительная противотанковая артиллерийская бригада привлекалась к участию в Восточно-Померанской операции. 1 марта, действуя в составе группы орудий прямой наводки, старшина Я. Г. Пивоваров умело руководил действиями своего расчёта и огнём с открытой позиции способствовал прорыву немецкой обороны частями 79-го стрелкового корпуса 3-й ударной армии у города Реетц. 18 марта бригада вернулась на Кюстринский плацдарм, и ведя бои в районе города Лебуса, способствовала успешным действиям подразделений 69-й армии по его расширению. Из этого района артиллеристы полковника Н. М. Забелло перешли в наступление в рамках Берлинской операции. Расчёт старшины Пивоварова способствовал прорыву оборонительных рубежей противника частями 61-го стрелкового корпуса в районах Мальнов (Mallnow), Карциг (Carzig) и Шёнфлисс (Schönfließ), а затем огнём и колёсами обеспечивал продвижение стрелковых подразделений на запад.
После взятия советскими войсками Тройенбритцена 8-я ОИПТАБР была переподчинена 38-му стрелковому корпусу и вместе с ним решала задачу по полному окружению Берлина. В первых числах мая 1945 года, когда до падения германской столицы оставались считанные часы, отдельные немецкие части пытались вырваться их окружённого города, чтобы уйти за Эльбу и сдаться в плен англо-американским войскам. С одной из таких группировок в районе города Бранденбурга незадолго до конца войны пришлось вступить в неравный бой орудийному расчёту Пивоварова и небольшой группе советских автоматчиков. Заняв выгодную позицию, советские бойцы успешно отразили первый натиск врага. Особенно ощутимый урон противнику нанесли артиллеристы. Пытаясь уничтожить единственную советскую пушку, немцы бросили в бой своё штурмовое орудие. На максимальной скорости вражеская самоходка устремилась на огневую позицию орудия, но Яков Григорьевич со своими бойцами не дрогнул, и проявив хладнокровие и выдержку, подпустил её на близкое расстояние и поджёг первым же выстрелом. Потеряв САУ, немцы стали более осторожными, но не оставили попыток прорыва. Под прикрытием шквального огня крупнокалиберных пулемётов они попытались вплотную подойти к позициям советских бойцов. Пришлось артиллеристам, несмотря на смертельную опасность, выдвинуться на прямую наводку и уничтожить две огневые точки врага. Когда противнику удалось вывести орудие из строя, расчёт продолжал отражать яростные атаки неприятеля личным оружием и гранатами и весте с автоматчиками сумел удержать позиции до подхода подкреплений. В ожесточённом бою, продолжавшемся около двух часов, небольшая группа советских солдат не позволила противнику продвинуться ни на шаг и уничтожила более 50 вражеских солдат и офицеров. За отличие во время Берлинской операции Яков Григорьевич был представлен к ордену Славы 1-й степени, который был присвоен ему указом Президиума Верховного Совета СССР от 15 мая 1946 года.

### После войны
После окончания Великой Отечественной войны старшина Я. Г. Пивоваров оставался на военной службе до октября 1945 года. После демобилизации он вернулся в Харьков. Участвовал в послевоенном восстановлении города, затем работал контрольным мастером на 8-м государственном подшипниковом заводе. Умер Яков Григорьевич 7 июля 1977 года. Похоронен в Харькове.

## Награды
- Орден Красной Звезды (05.10.1943)[6];
- орден Славы 1-й степени (15.05.1946)[1];
- орден Славы 2-й степени (04.03.1945)[9];
- орден Славы 3-й степени (19.11.1944)[5].
- Медали, в том числе:

медаль «За победу над Германией в Великой Отечественной войне 1941-1945 гг.»;
медаль «За взятие Берлина».

## Документы
- Общедоступный электронный банк документов «Подвиг Народа в Великой Отечественной войне 1941—1945 гг.» Дата обращения: 13 ноября 2014. Архивировано из оригинала 13 марта 2012 года.

Орден Красной Звезды.
Орден Славы 2-й степени.
Орден Славы 3-й степени.